# Liga de Voleibol Superior Masculino (Puerto Rico)

## Historia
La Liga de Voleibol Superior Masculino de Puerto Rico (LVSM) fue fundada simultáneamente con la Federación Puertorriqueña de Voleibol en el año 1958.

## Campeonatos
| Año     | Campeón                                       | Subcampeón                                    |
| 2024    | Caribes de San Sebastián                      | Mets de Guaynabo                              |
| 2023    | Caribes de San Sebastián                      | Changos de Naranjito                          |
| 2022    | Mets de Guaynabo                              | Caribes de San Sebastián                      |
| 2021    | Changos de Naranjito                          | Caribes de San Sebastián                      |
| 2020    | Temporada Suspendida por Pandemia de COVID-19 | Temporada Suspendida por Pandemia de COVID-19 |
| 2019    | Mets de Guaynabo                              | Indios de Mayaguez                            |
| 2018    | Mets de Guaynabo                              | Gigantes de Adjuntas                          |
| 2017    | Temporada Suspendida                          | Temporada Suspendida                          |
| 2016    | Mets de Guaynabo                              | Caribes de San Sebastián                      |
| 2015    | Mets de Guaynabo                              | Gigantes de Carolina                          |
| 2014-15 | Capitanes de Arecibo                          | Mets de Guaynabo                              |
| 2013-14 | Mets de Guaynabo                              | Capitanes de Arecibo                          |
| 2012-13 | Capitanes de Arecibo                          | Mets de Guaynabo                              |
| 2011-12 | Cariduros de Fajardo                          | Patriotas de Lares                            |
| 2010    | Gigantes de Carolina                          | Plataneros de Corozal                         |
| 2009-10 | Plataneros de Corozal                         | Mets de Guaynabo                              |
| 2008-09 | Plataneros de Corozal                         | Patriotas de Lares                            |
| 2007-08 | Changos de Naranjito                          | Caribes de San Sebastián                      |
| 2006-07 | Changos de Naranjito                          | Gigantes de Adjuntas                          |
| 2005-06 | Changos de Naranjito                          | Caribes de San Sebastián                      |
| 2004-05 | Changos de Naranjito                          | Plataneros de Corozal                         |
| 2003-04 | Changos de Naranjito                          | Playeros de San Juan                          |
| 2002-03 | Patriotas de Lares                            | Changos de Naranjito                          |
| 2001-02 | Changos de Naranjito                          | Caribes de San Sebastián                      |
| 2000-01 | Rebeldes de Moca                              | Changos de Naranjito                          |
| 1999-00 | Caribes de San Sebastián                      | Changos de Naranjito                          |
| 1998-99 | Changos de Naranjito                          | Rebeldes de Moca                              |
| 1997-98 | Changos de Naranjito                          | Patriotas de Lares                            |
| 1996-97 | Changos de Naranjito                          | Cafeteros de Yauco                            |
| 1995-96 | Changos de Naranjito                          | Playeros de San Juan                          |
| 1994-95 | Leones de Ponce                               | Plataneros de Corozal                         |
| 1993-94 | Changos de Naranjito                          | Plataneros de Corozal                         |
| 1992-93 | Changos de Naranjito                          | Plataneros de Corozal                         |
| 1991-92 | Changos de Naranjito                          | Plataneros de Corozal                         |
| 1990-91 | Changos de Naranjito                          | Plataneros de Corozal                         |
| 1989-90 | Changos de Naranjito                          | Caribes de San Sebastián                      |
| 1988-89 | Changos de Naranjito                          | Caribes de San Sebastián                      |
| 1987-88 | Plataneros de Corozal                         | Changos de Naranjito                          |
| 1986-87 | Changos de Naranjito                          | Plataneros de Corozal                         |
| 1985-86 | Changos de Naranjito                          | Plataneros de Corozal                         |
| 1984-85 | Plataneros de Corozal                         | Changos de Naranjito                          |
| 1983-84 | Patriotas de Lares                            | Plataneros de Corozal                         |
| 1982-83 | Plataneros de Corozal                         | Patriotas de Lares                            |
| 1981-82 | Patriotas de Lares                            | Plataneros de Corozal                         |
| 1980-81 | Plataneros de Corozal                         | Patriotas de Lares                            |
| 1979-80 | Plataneros de Corozal                         | Changos de Naranjito                          |
| 1978-79 | Plataneros de Corozal                         | Changos de Naranjito                          |
| 1977-78 | Plataneros de Corozal                         | Mets de Guaynabo                              |
| 1976-77 | Mets de Guaynabo                              | Plataneros de Corozal                         |
| 1975-76 | No se terminó                                 | (Yauco 3 Adjuntas 3)                          |
| 1974-75 | No se jugó                                    | -                                             |
| 1973-74 | Gigantes de Adjuntas                          | Cafeteros de Yauco                            |
| 1972-73 | No se terminó                                 | - (Yauco 2 Naranjito 1)                       |
| 1971-72 | Cafeteros de Yauco                            | Changos de Naranjito                          |
| 1970-71 | Changos de Naranjito                          | Cafeteros de Yauco                            |
| 1969-70 | Changos de Naranjito                          | Cafeteros de Yauco                            |
| 1968-69 | Cafeteros de Yauco                            | Changos de Naranjito                          |
| 1967-68 | Changos de Naranjito                          | Leones de Ponce                               |
| 1966-67 | Cafeteros de Yauco                            | Brujos de Guayama                             |
| 1965-66 | Leones de Ponce                               | Cafeteros de Yauco                            |
| 1964-65 | Leones de Ponce                               | Cafeteros de Yauco                            |
| 1963-64 | Leones de Ponce                               | Cafeteros de Yauco                            |
| 1962-63 | Cafeteros de Yauco                            | Leones de Ponce                               |
| 1961-62 | Cafeteros de Yauco                            | Leones de Ponce                               |
| 1960-61 | Brujos de Guayama                             | Changos de Naranjito                          |
| 1959-60 | Changos de Naranjito                          | Cafeteros de Yauco                            |
| 1958-59 | Changos de Naranjito                          | Río Piedras                                   |

- Datos: Q3654462